# اتیلدیه‌نولون
اتیلدیه‌نولون (به انگلیسی: Ethyldienolone) با فرمول شیمیایی C۲۰H۲۸O۲ یک ترکیب شیمیایی است. که جرم مولی آن ۳۰۰٫۴۳۴ g/mol می‌باشد.